# 拉夫埃奇 (北卡羅萊納州)
拉夫埃奇（英語：Roughedge）是位於美國北卡羅萊納州尤寧縣的非建制地區。

## 地理
拉夫埃奇所處的海拔為高於海平面215米（即705英呎），而該地所採用的時區為UTC-5，即北美东部时区（EST）。同時該地設有夏令時間，為UTC-5調快一小時，即UTC-4（EDT）。